# Tetraloniella katangensis
Tetraloniella katangensis är en biart som först beskrevs av Cockerell 1930.  Tetraloniella katangensis ingår i släktet Tetraloniella och familjen långtungebin. Inga underarter finns listade i Catalogue of Life.